# (15189) 3071 T-2
A (15189) 3071 T-2 a Naprendszer kisbolygóövében található aszteroida. Cornelis Johannes van Houten, Ingrid van Houten-Groeneveld és Tom Gehrels fedezte fel 1973. szeptember 30-án.

## Kapcsolódó szócikk
- Kisbolygók listája (15001–15500)